# Теорема Гассе про еліптичні криві
Теорема Гассе про еліптичні криві (англ. Hasse's theorem on elliptic curves, англ. Hasse bound – рамки Гассе) дає верхню та нижню оцінки кількості точок на еліптичній кривій над скінченним полем.
Нехай {\displaystyle N} – кількість точок на еліптичній кривій {\displaystyle E} над скінченним полем з {\displaystyle q} елементів, Гельмут Гассе показав, що
{\displaystyle |N-(q+1)|\leq 2{\sqrt {q}}}
В якості гіпотези цю оцінку висунув Еміль Артін в 1924 році. Вона була доведена Гассе в 1933 році, доведення було опубліковано в серії статей у 1936 році.
Теорема Гассе еквівалентна визначенню абсолютного значення коренів локальної дзета-функції Е. У цьому вигляді її можна розглядати як аналог гіпотези Рімана для поля функцій, асоційованого з еліптичною кривою.

## Рамки Гассе — Вейля
Узагальненням рамок Гассе для алгебраїчних кривих вищого роду є рамки Гассе — Вейля. Вони встановлюють обмеження на кількість точок кривої над скінченним полем. Нехай {\displaystyle \#C(\mathbb {F} _{q})} – кількість точок кривої {\displaystyle C} роду {\displaystyle g} над скінченним полем {\displaystyle \mathbb {F} _{q}}, тоді
{\displaystyle |\#C(\mathbb {F} _{q})-(q+1)|\leq 2g{\sqrt {q}}.}
Цей результат також еквівалентний визначенню абсолютного значення коренів локальної дзета-функції {\displaystyle C}, і є аналогом гіпотези Рімана для поля функцій, асоційованого з кривою.
Рамки Гассе — Вейля зводяться до звичайних рамок Гассе при застосуванні до еліптичних кривих, бо вони мають рід {\displaystyle g=1}.
Рамки Гассе — Вейля є наслідком гіпотез Вейля, висунутих Андре Вейлем у 1949 році. Ці гіпотези були доведені в 1974 році П'єром Делінем.